# Правительство Д’Алема (первое)
Первое правительство Д’Алема (итал. Governo D'Alema I) — 54-е правительство Итальянской Республики, действовавшее с 21 октября 1998 по 22 декабря 1999 года под председательством Массимо Д’Алема. Опиралось на левоцентристскую коалицию «Оливковое дерево».

## Общие сведения
Второе правительство, сформированное парламентом XIII созыва, сменило Первое правительство Проди.

## История
12 ноября 1998 года в Италию прибыл лидер турецких курдов Абдулла Оджалан, положив начало многомесячному политическому кризису. 16 декабря 1998 года США и Великобритания нанесли ракетно-бомбовые удары по Ираку, не поставив предварительно в известность Италию. 24 марта 1999 года началась военная операция НАТО против Югославии. 13 мая 1999 года Джулиано Амато сменил в должности министра финансов Карло Адзельо Чампи, избранного президентом Италии. 13 июня 1999 года состоялись европейские выборы, принесшие победу оппозиционной правоцентристской партии Вперёд, Италия с результатом 25,2 %. 11 октября 1999 года парламентская комиссия по противодействию терроризму опубликовала досье Митрохина. 18 декабря 1999 года Д’Алема подал в отставку.
21 июня 1999 года Антонио Бассолино вышел из правительства ввиду избрания его мэром Неаполя, в должности министра труда его сменил Чезаре Сальви, в этот же день Антонио Макканико назначен министром без портфеля по институциональным реформам, обязанности которого после ухода Чампи временно исполнял премьер-министр.
Правительство ушло в отставку из-за развала правительственной коалиции — в июле 1999 года внешнюю поддержку отозвали Объединённые христианские демократы Рокко Буттильоне, в декабре из кабинета вышел Демократический союз за Республику Франческо Коссиги, а Итальянские демократические социалисты потребовали сменить главу кабинета.

## Список

### Аппарат правительства
| Ведомство                 | Имя | Младшие статс-секретари аппарата правительства                                                                     |
| ------------------------- | --- | --- |
| Аппарат Совета министров  | Председатель Совета министров Массимо Д’Алема (ЛД) | Франко Бассанини (ЛД) — секретарь Совета Министров Марко Миннити (ЛД) — издательская и информационная деятельность |
| Аппарат Совета министров  | Заместитель председателя Совета министров Серджо Маттарелла (ИНП) | Франко Бассанини (ЛД) — секретарь Совета Министров Марко Миннити (ЛД) — издательская и информационная деятельность |
| Дела регионов и автономий | Министр без портфеля Катя Беллилло (ПИК) | |
| Государственная служба    | Министр без портфеля Анджело Пьяцца (ИДС) | Джанклаудио Бресса (ИНП)                                                                                           |
| Равные возможности        | Министр без портфеля Лаура Бальбо (ФЗ) | |
| Связи с Евросоюзом        | Министр без портфеля Энрико Летта (ИНП) | |
| Связи с парламентом       | Министр без портфеля Джан Гвидо Фоллони (СДР) | Элена Монтекки (ЛД)                                                                                                |
| Институциональные реформы | Министр без портфеля Джулиано Амато (Независимый) — до 13.05.1999 | |
| Институциональные реформы | Министр без портфеля Антонио Макканико (Д) — c 21.06.1999 | |
| Социальная солидарность   | Министр без портфеля Ливия Турко (ЛД) с полномочиями в области семейной и молодёжной политики, поддержки лиц с ограниченными возможностями, по делам иммиграции и социального сплочения | |

### Министры
| Ведомство | Имя                                               | Младшие статс-секретари |
| --- | ------------------------------------------------- | --- |
| Министерство иностранных дел                                                                                  | Ламберто Дини (ИО)                                | Валентино Мартелли (СДР) Умберто Раньери (ЛД) Рино Серри (ЛД) Патриция Тойа (ИНП)                                                                                         |
| Министерство внутренних дел                                                                                   | Роза Руссо-Ерволино (ИНП)                         | Франко Барбери (независимый) Альберто Ла Вольпе (ИДС) Диего Мази (СДР) — до 10.03.1999 Альберто Маритати (ЛД) Джанникола Синизи (ИНП) Адриана Виньери (ЛД)                |
| Министерство помилования и юстиции (Министерство юстиции с 14.09.1999)                                        | Оливьеро Дилиберто (ПИК)                          | Джузеппе Аяла (ЛД) Франко Корлеоне (ФЗ) Марианна Ли-Кальци (ИО) Маретта Скока (СДР)                                                                                       |
| Министерство казначейства, бюджета и экономического планирования                                              | Карло Адзельо Чампи (независимый) — до 13.05.1999 | Нуччо Кузумано (СДР) — до 26.04.1999 Натале Д’Амико (ИО) Дино Пьеро Джарда (независимый) Лаура Пеннакки (ЛД) — до 19.07.1999 (ЛД) Роберто Пинца (ИНП) Бруно Солароли (ЛД) |
| Министерство казначейства, бюджета и экономического планирования                                              | Джулиано Амато (независимый) — с 13.05.1999       | Нуччо Кузумано (СДР) — до 26.04.1999 Натале Д’Амико (ИО) Дино Пьеро Джарда (независимый) Лаура Пеннакки (ЛД) — до 19.07.1999 (ЛД) Роберто Пинца (ИНП) Бруно Солароли (ЛД) |
| Министерство финансов                                                                                         | Винченцо Виско (ЛД)                               | Фердинандо ди Франчишис (ИНП) Фаусто Виджевани (ЛД) Джан Франко Скьеторма (ИДС) — с 04.08.1999                                                                            |
| Министерство обороны                                                                                          | Карло Сконьямильо (ДСР)                           | Фабрицио Аббато (ИНП) Массимо Брутти (ЛД) Паоло Гуэррини (ПИК) Джанни Ривера (ИО)                                                                                         |
| Министерство общественного просвещения                                                                        | Луиджи Берлингуэр (ЛД)                            | Терезио Дельфино (ДСР) — до 04.08.1999 Надя Мазини (ЛД) Карло Рокки (ФЗ) Серджо Дзоппи (ИНП)                                                                              |
| Министерство общественных работ                                                                               | Энрико Луиджи Микели (ИНП)                        | Антонио Баргоне (независимый) Мауро Фабрис (ДСР) Джанни Франческо Маттиоли (ФЗ)                                                                                           |
| Министерство сельскохозяйственной политики (Министерство сельскохозяйственной и лесной политики с 14.09.1999) | Паоло Де Кастро (независимый)                     | Роберто Боррони (ЛД) Никола Фузилло (ИНП) |
| Министерство транспорта и судоходства                                                                         | Тициано Трэу (ИО)                                 | Джордано Анджелини (ЛД) Лука Данезе (ДСР) |
| Министерство связи                                                                                            | Сальваторе Кардинале (ДСР)                        | Винченцо Мария Вита (ЛД) Микеле Лаурия (ИНП) |
| Министерство промышленности, торговли и ремесла                                                               | Пьер Луиджи Берсани (ЛД)                          | Умберто Карпи (ЛД) Джанфранко Моргандо (ИНП) |
| Министерство труда и социального обеспечения                                                                  | Антонио Бассолино (ЛД) — до 21.06.1999            | Клаудио Карон (ПИК) Бьянка Мария Фьорилло (ИО) Раффаэле Морезе (независимый) Луиджи Вивиани (ЛД)                                                                          |
| Министерство труда и социального обеспечения                                                                  | Чезаре Сальви (ЛД) — с 21.06.1999                 | Клаудио Карон (ПИК) Бьянка Мария Фьорилло (ИО) Раффаэле Морезе (независимый) Луиджи Вивиани (ЛД)                                                                          |
| Министерство внешней торговли                                                                                 | Пьеро Фассино (ЛД)                                | Антонелло Кабрас (ЛД) |
| Министерство здравоохранения                                                                                  | Рози Бинди (ИНП)                                  | Моника Беттони-Брандани (ЛД) Фабио Ди Капуа (ЛД) Антонио Манджакавалло (ИО)                                                                                               |
| Министерство культурного наследия и культурной деятельности                                                   | Джованна Меландри (ЛД)                            | Джампаоло Д’Андреа (ИНП) Агацио Лойеро (ДСР) |
| Министерство окружающей среды                                                                                 | Эдоардо Ронки (ФЗ)                                | Валерио Кальцолайо (ЛД) |
| Министерство университетов и научных исследований                                                             | Ортензио Дзеккино (ИНП)                           | Антонио Куффаро (ПИК) Лучано Гуэрцони (ЛД) |